# Phoenix (гра)
Phoenix - аркадна гра в жанрі shoot 'em up, розроблена Amstar Electronics (розташованої в місті Фінікс ) в 1980 році, , і випущена Centuri в США і Taito в Японії  . Піратські версії Phoenix випускалися TPN та іншими компаніями. Atari портувала гру на приставку Atari 2600 у 1982 році.

## Опис
Як і багато аркадних ігор тієї епохи, Phoenix є вертикальним космічним фіксованим шутером, схожим на випущену Taito гру Space Invaders . Гравець керує космічним кораблем, який переміщається горизонтально в нижній частині екрану, стріляючи вгору. Вороги зазвичай є одним із двох видів птахів, і з'являються на екрані вище корабля гравця, стріляючи в нього і періодично пікіруючи до нього, намагаючись його протаранити . Крім ракет, корабель оснащений щитом, який може бути використаний для того, щоб убити будь-яку з інопланетних істот, яка спробує врізатися в корабель. Гравець не може рухатися, коли активний щит, і повинен зачекати деякий час (приблизно п'ять секунд), перш ніж використовувати цю здатність знову.
Phoenix була однією з перших повнокольорових аркадних ігор, поряд з Galaxian, виділяючись серед інших ігор свого часу. Крім того, у грі присутні досить специфічні звуки стрілянини, які стали дуже відомими серед шанувальників жанру. Крім того, важливим моментом є те, що корабель-матка Phoenix став одним з перших босів в аркадних відеоіграх, битва з якими представлялася гравцю як окреме завдання  .
Гравець має від 3 до 6 життів, залежно від налаштувань.

## Музика
У грі присутні два музичні твори:
- <i id="mwJQ">Romance de Amor</i>, також відоме як Іспанський романс, невідомого композитора.
- Für Elise Бетховена .

## Продовження
Офіційне продовження Phoenix називалося Pleiads (на екрані) або Pleiades (на автоматі), було розроблено Tehkan у 1981 році, та ліцензувалося Centuri для поширення в США. У Pleiades було більше ворогів, що атакували одночасно, що балансувалося тим, що на екрані тепер могло перебувати 2 постріли гравця, а не один.

## Портовані версії
Atari викупило права на портування гри на ігрові приставки та випустило гру на Atari 2600 у 1982 році.
В даний час права на гру належать Taito . У 2005 році, Phoenix була випущена на Xbox, PlayStation 2, PSP і PC як частина набору Taito Legends в США та Європі та набору Taito Memories II Gekan в Японії.